# Saint-Jean-de-Sauves
Saint-Jean-de-Sauves é uma comuna francesa na região administrativa da Nova Aquitânia, no departamento de Vienne. Estende-se por uma área de 56,58 km². Em 2010 a comuna tinha 1 431 habitantes (densidade: 25,3 hab./km²).